# Дамиан (Замараев)
Архиепископ Дамиан (укр. Архієпископ Даміан в миру Пётр Фили́ппович Замара́ев укр. Петро Пилипович Замараєв; род. 29 января 1931, Васильевка, Аннинский район, Центрально-Чернозёмная область, РСФСР) — епископ Православной церкви Украины (с 2019) на покое.
Ранее — архиерей Украинской православной церкви Киевского патриархата, архиепископ Херсонский и Таврический (1997—2018).

## Биография
Родился 29 января 1931 года в селе Васильевка в Центрально-Чернозёмной области (ныне Воронежская область). В 1947 году окончил семь классов Васильевской неполной средней школы.
В 1950 году окончил железнодорожное училище в городе Воронеже, а в 1953 году окончил лётно-техническое училище в городе Саранске.
В 1959 году окончил Одесскую духовную семинарию.
5 апреля 1959 года митрополитом Херсонским и Одесским Борисом (Виком) был рукоположен в сан диакона, а 7 апреля того же года — в сан пресвитера с назначением настоятелем Свято-Покровской церкви села Станислава Белозерского района Херсонской области.
27 мая 1960 года был назначен вторым священником в Сретенской церкви города Херсона, 16 декабря того же года — вторым священником Свято-Екатерининского собора города Херсона.
С 29 марта 1961 года назначен штатным клириком Свято-Духовского собора города Херсона.
С февраля 1980 года назначен духовником Херсонского благочиния, а с 15 апреля 1983 года — духовником Херсонской епархии.
10 января 1995 года вновь назначен настоятелем Сретенского храма города Херсона.
16 сентября 1997 года был принят в юрисдикцию Украинской православной церкви Киевского патриархата.
17 октября 1997 года бы пострижен в монашество.

## Епископское служение
19 октября 1997 года, за Божественной литургией во Владимирском кафедральном соборе Киева, хиротонисан во епископа Херсонского и Таврического.
23 января 2004 года был возведён в достоинство архиепископа.
22 января 2018 года был почислен на покой.

## Награды
- Орден святого Георгия Победоносца (14 декабря 2006)
- Орден святого архистратига Божия Михаила (1999)
- Орден преподобного Сергия Радонежского III степени
- орден «За заслуги» II степени[3]